# Lanfranco Beccari
Lanfranco Beccari (Gropello, 1134? – Pavia, 23 giugno 1198) è stato un vescovo cattolico italiano.
La Chiesa cattolica lo venera come santo.

## Biografia
Fu consacrato vescovo di Pavia da papa Alessandro III nel 1181. È ricordato nella storia della Chiesa cattolica per essere stato uno strenuo difensore dei diritti ecclesiastici nei confronti dei potere civile che, in quel periodo, andava affermandosi nelle città padane. Fu infatti costretto a lasciare la sua diocesi per aspri dissidi con l'autorità comunale. Nel 1181 abbandonò Pavia per Roma, ove trovò rifugio presso il papa. Stanco di lottare, tornò nel suo paese, ma per ritirarsi presso un monastero nelle vicinanze della città. Dalla lettera datata 8 agosto 1198, che il Papa inviò a Bernardo Balbi, vescovo di Faenza, nella quale lo invia come successore di Lanfranco a Pavia, si desume che egli sia morto in precedenza. La Chiesa cattolica e in particolare la sua città lo festeggia il 23 giugno, presunto giorno della sua morte, avvenuta nel monastero vallombrosano del Santo Sepolcro.
Grazie all'opera di san Lanfranco venne eretto a fianco della chiesa di Gropello, nel 1180, l'Ospedale dei pellegrini detto poi ospedale dei Santi Giorgio e Lanfranco. Non era fatto per ospitare o ricoverare ammalati, bensì per garantire assistenza a pellegrini e viandanti e per elargire elemosine. Gropello si trovava sull'antico tracciato della via Francigena, strada percorsa dai pellegrini che, provenivano dal nord Europa, erano diretti a Roma o in Terra santa.
Al santo è intitolata la chiesa di San Lanfranco a Pavia, dove il vescovo è sepolto nell''Arca di San Lanfranco, opera quattrocentesca realizzata da Giovanni Antonio Amadeo.

## Etimologia
Lanfranco di radice longobardo-germanica indica paese libero o libero nel paese.

## Dipinti e sculture famose
Cima da Conegliano lo raffigura, in abiti vescovili e con la mano benedicente, in un dipinto che si trova oggi presso il Fitzwilliam Museum di Cambridge.
Anche nella chiesa parrocchiale di Gropello Cairoli, dedicata a San Giorgio, è presente sul lato desto un altare dedicato a San Lanfranco con pala raffigurante il Santo.